# Zacisze (rejon ignaliński)
Zacisze – dawny zaścianek. Tereny, na których był położony, leżą obecnie na Litwie, w okręgu uciańskim, w rejonie ignalińskim, w gminie Przyjaźń.

## Historia
W czasach zaborów w gminie Daugieliszki, w powiecie święciańskim, w guberni wileńskiej Imperium Rosyjskiego. W 1905 roku liczył 8 mieszkańców, 16 dziesięcin, własność Oziewicza.
W dwudziestoleciu międzywojennym zaścianek leżał w Polsce, w województwie wileńskim, w powiecie święciańskim, w gminie Daugieliszki.
W 1931 w 1 domu zamieszkiwało 7 osób.
Miejscowość należała do parafii rzymskokatolickiej w Przyjźani. Podlegała pod Sąd Grodzki w Święcianach i Okręgowy w Wilnie; właściwy urząd pocztowy mieścił się w Ignalinie.